# Аделаїда Енн Проктер
Аделаїда Енн Проктер (англ. Adelaide Anne Procter; 30 жовтня 1825 — 2 лютого 1864) — британська поетеса та меценатка. 

## Життєпис
Активно опікувалась проблемами безробітних жінок і безхатченків та брала участь у діяльності різноманітних феміністських груп і журналів. Аделаїда Енн Проктер ніколи не була одруженою, і це разом з деякими  її віршами спровокувало появу чуток про те, що вона була лесбійкою. У неї було слабке здоров'я, і це, можливо, пов'язане з її доброчинною діяльністю. Померла  Аделаїда Енн Проктер від туберкульозу у віці 38 років.
Літературна діяльність Проктер почалась, коли вона була ще підлітком; її вірші публікувались в основному у періодиці видаваній Чарльзом Діккенсом — «Домашнє читання» та «Круглий рік», а потім вийшла друком окрема книга. Мабуть, її доброчинність та прийняття католицизму дуже вплинули на тематику її поезій, адже надалі вона часто писала про безхатченків, бідність та повій.
Аделаїда Енн Проктер була улюбленою поетесою королеви Вікторії. Її поезія багаторазово перевидавалась в XIX столітті; Ковентрі Петмор назвав її найбільш популярним поетом свого часу після лорда Альфреда Теннісона. Вірші поетеси було покладено на музику, перероблено на гімни та опубліковано в США та Німеччині, а також в Англії. Проте до початку XX століття популярність її зменшилась, і лише невелика кількість сучасних критиків зважали на її творчість.